# Курчумкістауи
Курчумкістауи́ (каз. Күршім қыстауы) — село у складі Курчумського району Східноказахстанської області Казахстану. Входить до складу Маралдинського сільського округу.
Населення — 152 особи (2021; 296 у 2009, 424 у 1999, 513 у 1989).
Національний склад станом на 1989 рік:
- казахи — 100 %

Станом на 1989 рік село називалось Кистаукурчум, у радянські часи мало також назву Кистау-Курчум.